# Absolutely Sweet Marie
"Absolutely Sweet Marie" é uma canção escrita pelo músico norte-americano Bob Dylan, lançada em seu álbum duplo Blonde on Blonde, em 1966. A música é um número exuberantemente acelerado.

## Canção e contesto
Durante uma entrevista de 1991 publicada no livro Songwriters on Songwriting, Expanded Fourth Edition de Paul Zollo, Dylan dá uma ideia de como ele vê a canção em sua explicação de uma linha sobre uma "ferrovia amarela":
É sobre o mais completo que você pode ser. Cada carta nessa linha. Tudo é verdade. Em um nível literal e num nível de escapismo ... Voltando à ferrovia amarela, que poderia ser de olhar algum lugar. Sendo um artista, você viaja pelo mundo. Você não está apenas olhando pela mesma janela todos os dias. Você não está andando só pela mesma rua antiga. Então você deve se fazer observar o que quer que seja. Mas na maioria das vezes isso te atinge. Você não precisa observar. Isso te atinge. Tipo: "ferrovia amarela" poderia ter sido um dia ofuscante quando o sol estava tão brilhante numa ferrovia em algum lugar e ficou na minha mente... Estas não são imagens inventadas. São imagens que estão lá e têm que sair.
"Absolutamente Sweet Marie" foi gravada em 8 de março de 1966, em Nashville, Tennessee. Apenas duas tomadas completas da música foram gravadas, a segunda sendo a principal. A primeira tomada foi lançado no The Bootleg Series Vol. 12: The Cutting Edge 1965–1966 em 2015.
Dylan não tocou "Absolutely Sweet Marie" ao vivo até 1988, e tocou de forma intermitente desde então, inclusive durante uma sessão para sua aparição no MTV Unplugged.

## "para viver fora da lei, você deve ser honesto"
A canção contém a frase "para viver fora da lei, você precisa ser honesto." Jonathan Lethem aponta para um verso muito semelhante do roteirista Stirling Silliphant no filme The Lineup, de 1958: "Quando você vive fora da lei, você tem que eliminar a desonestidade"; sem atribuição, Lethem imagina que Dylan "a ouviu, limpou um pouco e inseriu" na música. Na década de 1940, em notas de sua página de letras para a música "Pretty Boy Floyd", Woody Guthrie escreveu: "Eu amo um homem bom fora da lei, tanto quanto odeio um homem mau dentro da lei." Dylan, que reconheceu ter sido fortemente influenciado por Guthrie, pode estar honrando seu antecessor.

## Regravações
- C. J. Chenier: Blues on Blonde on Blonde (2003)[2]
- Ducks Deluxe: Side Tracks & Smokers (2010)[3]
- Flamin' Groovies: Jumpin' in the Night (1979)[4]
- George Harrison: The 30th Anniversary Concert Celebration (1993)
- Jason & the Scorchers: "Fervor" (EP, 1984)[5]
- Ola Magnell (sueco): Gaia (1983)[6]
- David Nelson Band: Visions Under the Moon (1999)[7]
- Robin Williamson: Just Like The River And Other Songs For Guitar (2008)[8]
- Serge Kerval Miss Marie (francês) Serge Kerval Chante Bob Dylan (1974)